# Třída Orfej
Třída Orfej (jinak též třída Pobeditěl) byla třída torpédoborců ruského carského námořnictva z doby první světové války. Celkem bylo postaveno osm jednotek, přičemž další tři zůstaly nedokončeny. Nasazeny byly v první světové válce a některé také v druhé světové válce.

## Stavba
Celkem bylo postaveno osm jednotek této třídy.
Jednotky třídy Orfej:
| Jméno     | Založený kýlu | Spuštěna          | Vstup do služby | Status |
| --------- | ------------- | ----------------- | --------------- | --- |
| Azard     | 1915          | 5. června 1916    | říjen 1916      | Od roku 1922 Zinovjev, od roku 1928 Arťjom, potopen 28. srpna 1941 na mině při cestě z Tallinnu do Kronštadtu. |
| Děsna     | 1914          | 7. listopadu 1915 | srpen 1916      | Od roku 1922 Engels, potopen 24. srpna 1941 na mině ve Finském zálivu.                                         |
| Grom      | 1913          | 28. června 1915   | květen 1916     | Potopen 14. října 1917 ve střetnutí v Kassarském zálivu německou bitevní lodí SMS Kaiser.                      |
| Letun     | 1914          | 18. října 1915    | červenec 1916   | Dne 7. listopadu 1917 poškozen minou, neopraven, vyřazen 1925.                                                 |
| Orfej     | 1914          | 28. června 1915   | květen 1916     | Vyřazen 1929.                                                                                                  |
| Pobeditěl | 1913          | 5. listopadu 1914 | listopad 1915   | Od roku 1922 Voloďarskij, potopen 28. srpna 1941 na mině při cestě z Tallinnu do Kronštadtu.                   |
| Samson    | 1915          | 5. června 1916    | prosinec 1916   | Od roku 1922 Stalin, potopen 28. srpna 1941.                                                                   |
| Zabijaka  | 1913          | 5. listopadu 1914 | listopad 1915   | Od roku 1922 Urickij, vyřazen 1953.                                                                            |

## Konstrukce

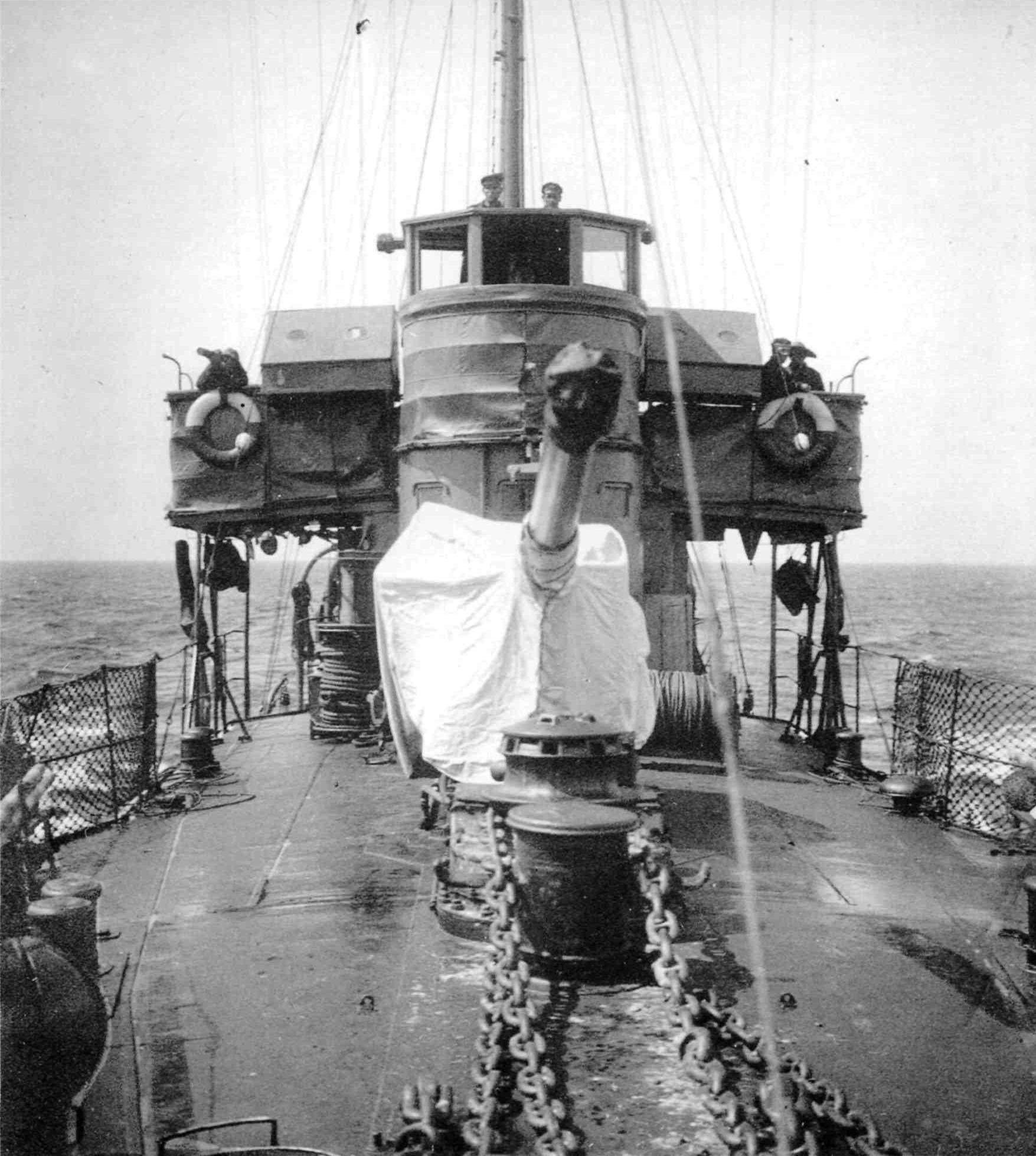
Můstek torpédoborce Stalin (ex Samson)

Torpédoborce (Letun, Děsna, Azard, Samson) byly vyzbrojeny čtyřmi 102mm kanóny, dvěma 7,62mm kulomety Maxim, třemi trojhlavňovými 457mm torpédomety a až 80 minami. Pohonný systém měl výkon 30 000 hp. Tvořily jej dvě parní turbíny AEG a pět kotlů Vulkan, pohánějících dva lodní šrouby. Nejvyšší rychlost dosahovala 35 uzlů. Dosah byl 1800 při rychlosti 16 uzlů.